# Tilokarat

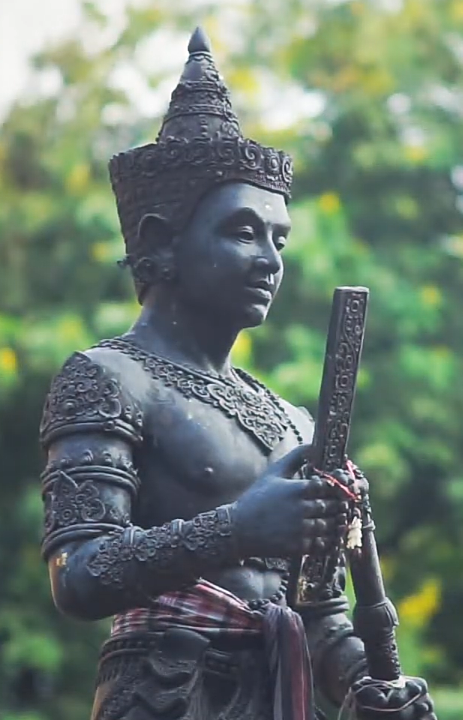
Denkmal von König Tilokaraj in Chiang Rai

Tilokarat (vollständiger Name: Phaya Tilokarat, พญาติโลกราช oder Phrachao Tilokarat, พระเจ้าติโลกราช, kurz Tilok; * 1409; † 27. Mai 1487) war zwischen 1441 und 1487 der neunte König der Mengrai-Dynastie von Lan Na in der Nordregion des heutigen Thailand.

## Vorgeschichte
König Sam Fang Kaen hatte zehn Kinder von verschiedenen Frauen, die eine Ziffer in der Reihenfolge ihrer Geburt als Namen erhielten, von Thao Ai (Prinz Eins) über Thao Lok (Prinz Sechs) bis Thao Sip (Prinz Zehn). Von diesen hatte sich der König Thao Ai (Prinz Vier) als Nachfolger ausersehen. Thao Ai starb jedoch bereits im Alter von 19 Jahren. So sandte der König vier seiner Söhne aus, um Stadtstaaten (Mueang) seines Reiches zu regieren. Thao Lok wurde nach Mueang Phrao gesandt, später jedoch als Strafe für Ungehorsam nach Mueang Yuam Thai (dem südlichen Teil des Yuam-Tales, Provinz Mae Hong Son) versetzt.
Im Jahr 1441 verdrängte Thao Lok mit Hilfe von Nai Samdekyoi, einem Adeligen aus Chiang Mai, seinen Vater in dessen Abwesenheit vom Thron. Am Samstag, dem 19. Mai 1442 wurde er unter dem Namen Maha Sri Sa-Thammaratcha zum König gekrönt. Er war jedoch nur nach seinem Geburtsnamen bekannt: König Tilok, auch König Tilokarat (kurz für Tilokaracha).
Thao Choi, ein jüngerer Bruder Tilokarats, forderte den Thron und versuchte, sich die Hilfe von König Borommaracha II. aus Ayutthaya zu versichern. Der Versuch, Chiang Mai zu erobern, blieb vergeblich.

## Errungenschaften
Obwohl er ein Usurpator war, wird die Regierungszeit von König Tilok als das Goldene Zeitalter Lan Nas angesehen. Er vergrößerte und festigte sein Reich, indem er Mueang Nan und dabei gleichzeitig Mueang Phrae eroberte und sie in sein Reich eingliederte. Nach Westen reichte es bis in den heutigen Shan-Staat von Myanmar, nach Norden bis Chiang Rung.
1451 schmiedete Tilokarat eine Allianz mit dem Herrscher über Phitsanulok, Phraya Yuthisathian. Vereint griffen sie das südlich gelegene Pak Yom, das heutige Phichit, an. 1460 schloss sich ihnen der Herrscher von Chaliang in Sukhothai an, doch waren die danach aufflammenden Kämpfe um Kamphaeng Phet und Phitsanulok letztlich erfolglos. Der neue König von Ayutthaya, Borommatrailokanat, schlug 1463 seinen Hof in Phitsanulok auf, um der drohenden Gefahr zu begegnen. Als er sich 1465 als buddhistischer Mönch ordinieren ließ, bat er Tilokarat um die acht Requisiten, die man als Mönch benötigte, doch dieser verweigerte sie ihm. 1474 eroberte Borommatrailokanat Chaliang zurück und im Jahr darauf beendete man die Kampfhandlungen.
Unter König Tilok erreichte der auch Buddhismus von Lan Na seine Blütezeit. Er unterstützte die Mönche der neuen Langkawong-Sekte, die durch Mönche gegründet wurde, die in Sri Lanka eine neue Art der Ordinierung erfahren hatten und sich auf das Studium des Pali-Kanons spezialisiert hatten. Er gründete zahlreiche Tempel, wie zum Beispiel Wat Maha Potharam (besser bekannt als Wat Chet Yot), Wat Pa Tan und Wat Pa Daeng. Er hielt im Jahr 1477 das Achte Weltkonzil der Buddhisten in Chiang Mai ab, welches ein volles Jahr dauerte.
König Tilokarat brachte den Smaragd-Buddha, heute die am höchsten verehrte Buddha-Statue in Thailand, vom Wat Phrathat Lampang Luang und stellte sie im Wat Chedi Luang im Zentrum von Chiang Mai auf.

## Nachfolge
Am Sonntag, dem 27. Mai 1487 starb König Tilokarat im Alter von 78 Jahren. Er hatte das Königreich Lan Na 46 Jahre lang regiert, eine Zeit, in der Lan Na in jeder Hinsicht wuchs und gedieh. Seine Einäscherung wurde im Wat Chet Yot abgehalten, in dem später eine große Chedi erbaut wurde, in der seine Asche beigesetzt wurde.
Der König hatte nur einen Sohn, Pho Thao Si Bun Rueang, der in Chiang Rai regierte. Dieser wiederum hatte einen Sohn mit Namen Pho Thao Yot Chiang Rai, der 1456/1457 geboren war. Im Alter von 32 Jahren wurde dieser am Montag, dem 7. Mai 1487 unter dem Namen Phrachao Yot Chiang Rai zum Nachfolger von König Tilok gekrönt.